# Lucinoidea
Super-famille
Les Lucinoidea sont une super-famille de mollusques bivalves marins.

## Historique
La super-famille des Lucinoidea est décrite en 1828 par le zoologiste écossais John Fleming (1785-1857).

## Liste des familles
Selon World Register of Marine Species (1 juin 2016) :
- famille Lucinidae J. Fleming, 1828

Selon ITIS (1 juin 2016) :
- famille Cyrenoididae H. & A. Adams, 1857
- famille Fimbriidae Nicol, 1950
- famille Lucinidae Fleming, 1828
- famille Mactromyidae Cox, 1929
- famille Thyasiridae Dall, 1901
- famille Ungulinidae H. & A. Adams, 1857